# 穆拉特·贾济科夫
穆拉特·穆罕默多维奇·贾济科夫（俄語：Мура́т Магоме́тович Зя́зиков，1957年9月10日—）出生於現時的吉爾吉斯，是俄羅斯聯邦印古什共和國的第二任總統，於2002年5月23日上任，於2008年10月30日被俄羅斯總統梅德韋杰夫解任。穆拉特在任期間，他本人及其家屬多次受到恐怖襲擊，人民對國內的暴力行為感到反感，因此穆拉特於2008年3月解散政府並改選。穆拉特在早期曾參與KGB及俄羅斯聯邦安全局的工作。